# Fiat 130
Fiat 130 a fost un autoturism de dimensiuni mari, echipat cu un motor cu șase cilindri, produs de producătorul auto italian Fiat în perioada 1969-1977. Modelul era disponibil în două variante de caroserie: sedan cu patru uși și coupe cu două uși. Fiat 130 a fost conceput pentru a oferi un nivel ridicat de confort și performanță, fiind destinat în principal pieței de lux. 

## Istorie
Berlina Fiat 130 a fost lansată la Salonul Auto de la Geneva, în martie 1969, înlocuind modelul anterior, Fiat 2300, care era considerat cel mai mare și mai exclusivist sedan al mărcii. Era o mașină complet modernizată, cu suspensie independentă pe patru roți. Sistemul de suspensie a inclus montanți MacPherson modificați în față și în spate, bare de torsiune în față și arcuri elicoidale în spate.
Coupé-ul, derivat din aceeași platformă, a fost introdus în martie 1971 și a fost proiectat de Paolo Martin de la Pininfarina, care s-a ocupat și de producție. Cu un design interior unic, acesta a fost ulterior adoptat și de varianta modernizată a berlinetei 130B, care a inclus, de asemenea, o creștere a capacitatii motorului V6 la 3235 cmc, preluat de la Coupé. Un aspect distinctiv al coupe-ului era mecanismul acționat de un buton, care permitea șoferului să deschidă ușa pasagerului. În plus, au fost fabricate două variante unice: un break cu trei uși numit Maremma și o berlină cu patru uși numită Opera.
Producția berlinei Fiat 130 s-a încheiat în 1976, fără a avea un succesor direct, și s-au produs un total de 15.093 de unități, inclusiv 4 Familiares, versiuni modificate de Officine Introzzo din Como. Coupé-ul a continuat să fie produs până în anul 1977, într-un număr total de 4.294 de exemplare fabricate.

## Specificații

### Motor și transmisie
Folosind motorul „128 tip A” ca bază, inginerul Aurelio Lampredi a dezvoltat un nou motor V6 pentru modelul Fiat 130. Acest motor avea un flux transversal, un unghi înclinat de 60 de grade și arbori cu came în cap. Motorul a fost denumit „130 tip A” și avea o capacitate de 2.866 cmc, furnizând o putere de 140 CP (104 kW; 142 PS) la 5.600 rpm.
În 1970, motorul a fost îmbunătățit, ajungând la o putere de 160 CP (119 kW). Acest lucru a implicat creșterea raportului de compresie de la 8,3:1 la 9,0:1, mărirea dimensiunii starterului carburatorului de la 42 la 45 mm și reducerea contrapresiunii prin extinderea porțiunii colectorului de evacuare, care utiliza țevi individuale pe fiecare parte a motorului în configurație V. Aceste îmbunătățiri au adus beneficii semnificative în performanțele mașinii, într-un segment de piață în care modelele relativ noi de la Mercedes-Benz și Jaguar impuneau o concurență tot mai acerbă.
În 1971, a fost introdus motorul „130 tip B”, care avea un diametru al cilindrilor ușor mărit (102 mm în loc de 96 mm), rezultând o cilindree de 3.235 cmc și o putere de 165 CP (123 kW) la 5.600 rpm.
Puterea generată de motor era transmisă către puntea spate prin intermediul unei transmisii automate standard Borg-Warner cu trei trepte. Opțional, era disponibilă și o transmisie manuală ZF S5-18/3 ZF cu cinci trepte.

### Suspensie
Suspensia față a modelului Fiat 130 era o suspensie MacPherson modificată, în care se utilizau bare de torsiune longitudinale în locul arcurilor elicoidale de pe montanți. Această modificare a fost necesară pentru a face loc motorului V6 lat și pentru a permite instalarea opțională a sistemului de aer condiționat. Înălțimea suspensiei față putea fi reglată cu ajutorul unor came excentrice amplasate la capetele barelor de torsiune, unde acestea erau conectate la caroserie.
Suspensia spate a modelului Fiat 130 era bazată pe un montant Chapman modificat, care suportau arcuri elicoidale și erau conectate prin arbori de osie care serveau drept legături de control laterale și legături de control al convergenței. Această configurație asigura o geometrie a roților bine controlată. Arborii de osie erau conectați prin articulații universale atât la butuci, cât și la diferențialul cu alunecare limitată. Geometria suspensiei spate putea fi ajustată în mod precis pentru a obține performanțe optime.

## Versiuni

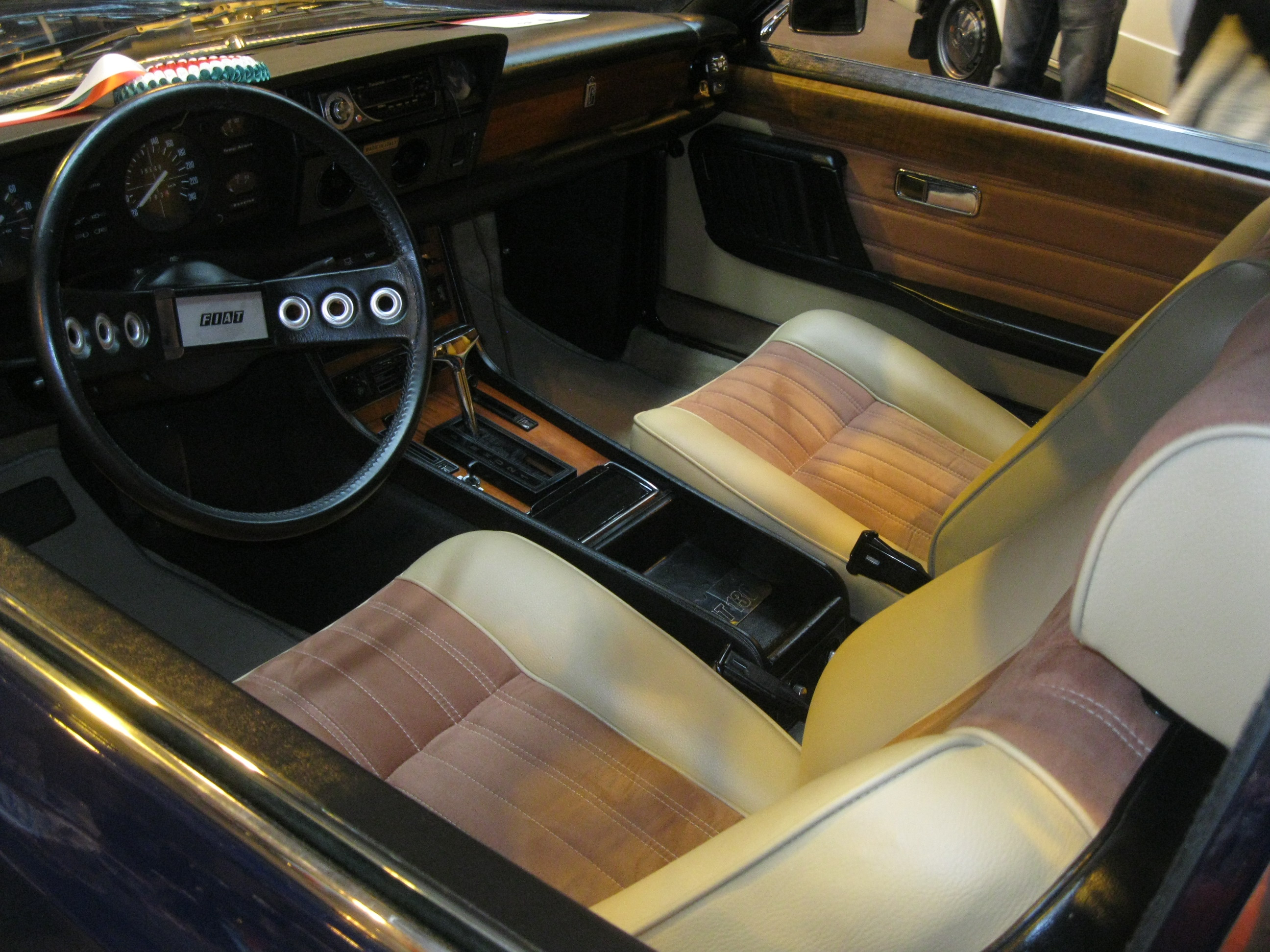
Fiat 130 Coupe Pininfarina

### 130 tip „A”
Lansat în 1969, modelul Fiat 130 berlina tip „A” era echipat cu un motor de 2866 cmc, care furniza o putere de 140 CP (104 kW). Cu toate acestea, presa a ajuns rapid la concluzia că această putere era insuficientă având în vedere greutatea sa de aproximativ 1.600 kg. Ca rezultat, Fiat 130 berlina tip „A” nu a reușit să concureze cu sedanurile de clasă mare oferite de BMW și Mercedes.
Designul interior al modelului nu era unul ambițios, prezentând cadrane dreptunghiulare în planșa de bord și o consolă centrală realizată din plastic negru. De asemenea, plasticul negru era folosit în mod extensiv în întreaga cabină. 

### Fiat 130 Coupé

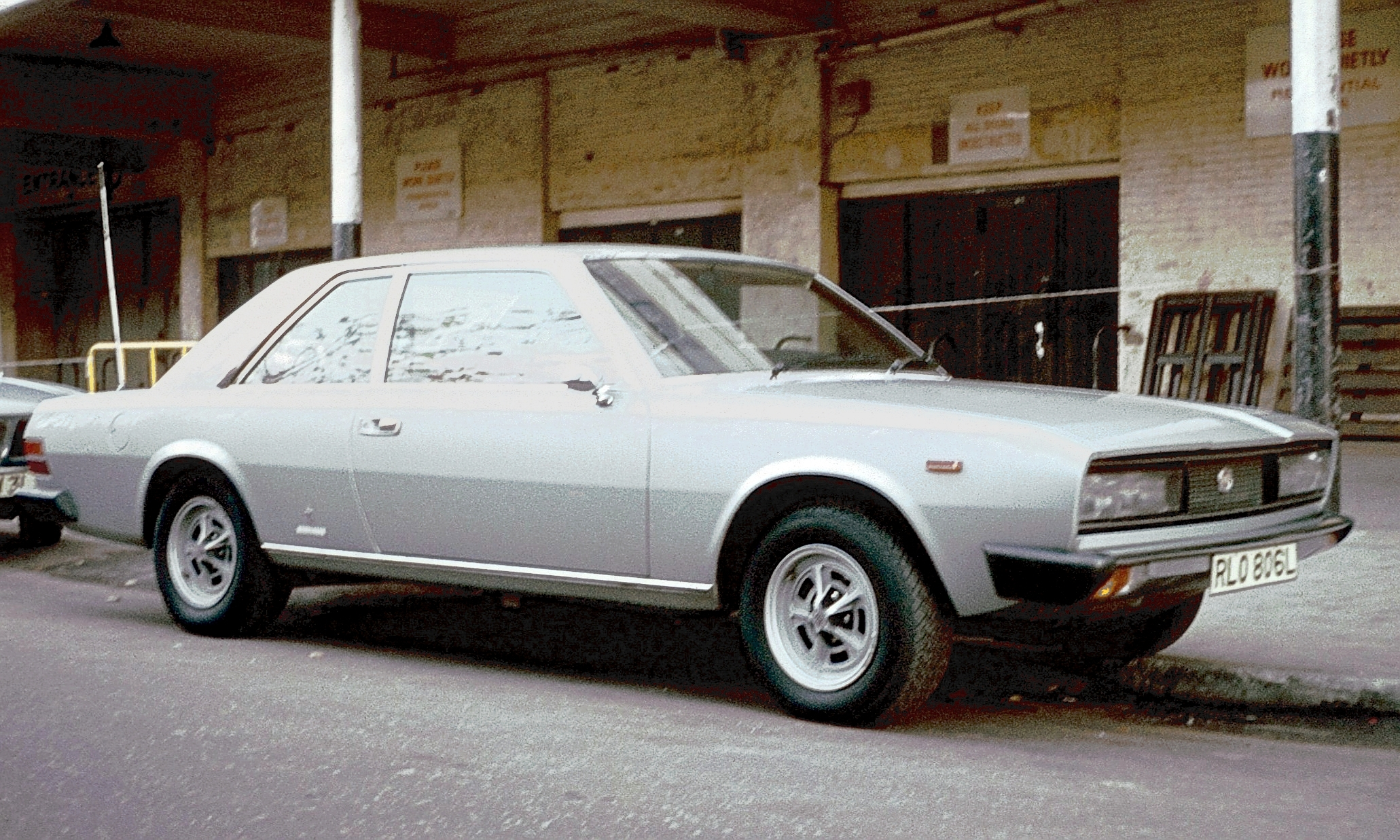
Fiat 130 coupé

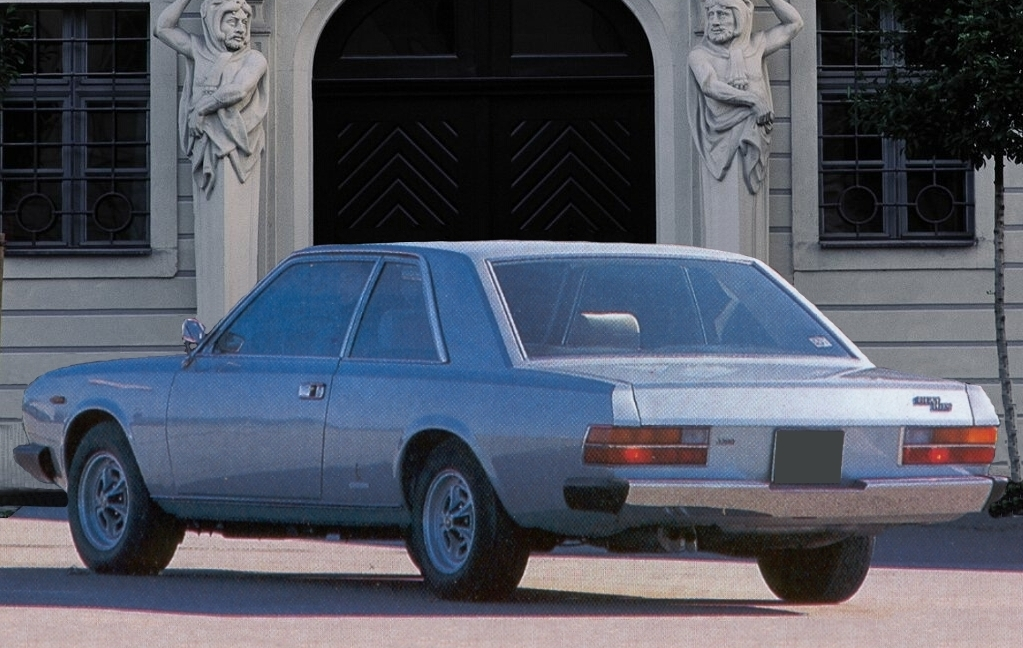
Vedere din spate a unui Fiat 130 coupé

Modelul Fiat 130 Coupé, a fost prezentat în 1971 la Salonul Auto de la Geneva. Acesta se remarca printr-o caroserie cu două uși complet nouă și un interior revoluționar. Designul exterior și interior au fost realizate de Paolo Martin de la Pininfarina și a câștigat un premiu de design, contribuit la consolidarea poziției Pininfarina și marcând o nouă etapă în evoluția sa. Cu toate acestea, propunerile ulterioare ale lui Pininfarina, precum Maremma în 1974 și Opera în 1975, nu au avut succes. Paolo Martin nu a fost implicat în dezvoltarea acestor variante Fiat 130 Coupé, deoarece a părăsit compania la scurt timp după obținerea premiului de design din 1971.
În ceea ce privește interiorul, Fiat 130 Coupé a beneficiat de scaune modelate și proiectate de Paolo Martin, în colaborare cu specialistul Giovanni Gottin din Torino. Tabloul de bord a fost reproiectat, adoptând cadrane rotunde cu ace albe. Consola centrală a fost redesenată de Paolo Martin, fiind realizată din furnir de lemn și integrând un rând de întrerupătoare și iluminare ambientală în întreaga sa zonă, utilizând tehnologia de fibră optică de ultimă generație. Coloana de direcție era reglabilă în ceea ce privește unghiul de înclinare și lungimea. Scaunul șoferului beneficia de un grad de reglare a înălțimii, asigurând astfel un nivel optim de confort pentru șofer.

### Fiat 130 Berlina tip „B”
Versiunea „B” a modelului Fiat 130, introdusă în 1971, a adus îmbunătățiri semnificative față de versiunea anterioară „A”. Unele inovații ale lui Paolo Martin, implementate inițial în modelul Coupé, au fost preluate și aplicate în 130 Berlina. Astfel, coloana de direcție, panoul de bord, consola centrală și sistemul de ventilație au fost identice cu cele ale versiunii Coupé. În ceea ce privește scaunele, volanul și panourile ușilor, acestea au suferit îmbunătățiri, deși diferite față de Coupé.
Comparativ cu sedanurile mari BMW și Mercedes, Fiat 130 Berlina tip „B” se evidențiază prin designul interior și anumite elemente de confort. Cu toate acestea, dacă evaluăm aspectele dinamice, cum ar fi puterea și confortul la rulare, Fiat 130 tip „B” rămâne în urma concurenței. Motorul său nu beneficiază de injecție de combustibil, ceea ce poate cauza dificultăți la pornire în anumite condiții. De asemenea, lipsa supapelor hidraulice cu autoreglare și puterea relativ modestă afectează performanțele generale ale motorului. Un alt aspect care trebuie luat în considerare este consumul ridicat de combustibil. 

### Fiat 130 Familiare

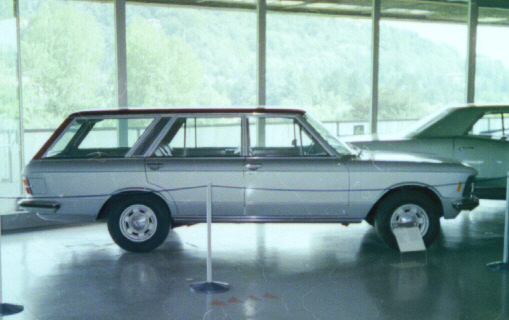
Fiat 130 Familiare

Familia Agnelli a comandat versiunea break a modelului Fiat 130, cunoscută sub numele de 130 Familiare, care a fost construită de către Officina Introzzi din Como. Designul a fost realizat de Fiat Design Centre, iar mașinile au fost construite de Introzzi. Au fost produse doar patru exemplare, exclusiv destinate familiei Agnelli și prietenilor lor.
Prima mașină, cunoscută sub numele de Fiat 130 Villa d'Este, a fost mașina personală a lui Gianni Agnelli, era de culoare argintiu metalizat și se remarca prin prezența unui coș mare din răchită împletită, atașat pe portbagajul de pe acoperișul mașinii. De asemenea, acesta avea panouri din lemn pe părțile laterale și pe ușa din spate, inspirate de modelele americane similare din acea perioadă. Al doilea exemplar, tot de culoare argintiu metalizat, nu avea aceste ornamente din lemn, dar se deosebea prin acoperișul vopsit într-un ton special de roșu burgundia metalizat. Un al treilea exemplar avea acoperișul vopsit într-un ton special de bronz metalic, în timp ce caroseria era vopsită într-un alb fildeș elegant. Există informații limitate despre cel de-al patrulea exemplar și nu se cunoaște soarta sa sau detalii despre aspectul său. În prezent, două dintre exemplare fac parte din colecții private, în timp ce al treilea exemplar face parte din colecția Fiat/FCA Heritage.
Numele Villa d'Este, a fost ulterior utilizat de Introzzi și pentru alte modele Fiat cu dotări luxoase, inclusiv Ritmo și Panda.

## Fiat 130 în competiții
Motorul de 3.2 litri al modelului Fiat 130 a fost utilizat și dezvoltat de către Abarth în diverse prototipuri. Abarth a folosit acest motor în prototipul Abarth SE030, care a obținut victoria în competiția Giro automobilistico d'Italia din 1974. Acest prototip a prefigurat forma și configurația ulteriorului model Lancia Beta Montecarlo.
De asemenea, motorul de 3.2 litri a fost utilizat și în prototipul Abarth 031, care a obținut victoria în Giro automobilistico d'Italia din 1975. Acest prototip a prefigurat ulteriorul model Fiat 131 Abarth Rally. 

## Fiat 130 în serviciile de stat
În anii 1970, Fiat 130 a fost frecvent folosită ca mașină reprezentativă de către instituțiile politice din Italia. Acesta a fost „mașina albastră” în care se deplasa președintele creștin-democrat Aldo Moro în ziua răpirii sale.